# Bárðarbunga
Bárðarbunga – aktywny wulkan położony w Islandii, zlokalizowany pod czapą lodową lodowca Vatnajökull. Wznosi się na wysokość 2009 m n.p.m., co czyni wulkan drugą pod względem wysokości górą w Islandii (najwyższy szczyt to Hvannadalshnúkur).

## Charakterystyka

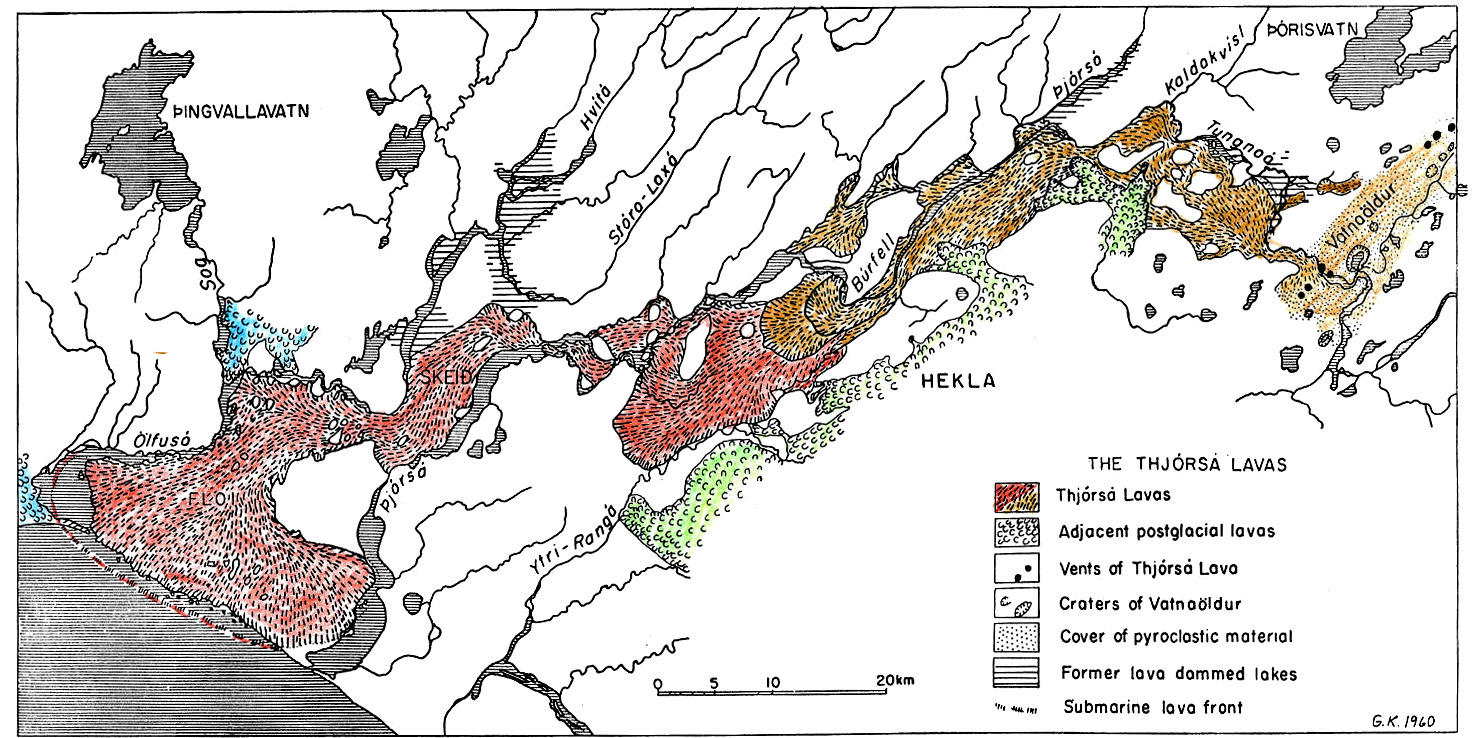
Zasięg lawy Þjórsá

Wulkan ten jest zlokalizowany pod północno-zachodnią częścią lodowca Vatnajökull, na północny zachód od Grímsvötn. Posiada kalderę o średnicy 700 m, ukrytą pod lodowcem. Ze szczelin należących do systemu tego wulkanu w holocenie wydobywały się olbrzymie ilości lawy, w tym największy holoceński wypływ lawy Þjórsá (ponad 21 kilometrów sześciennych). Wulkan ten ma długą historię erupcji z epizodami większej aktywności; w XVIII wieku wybuchał 15 razy. Ostatnią pewną erupcję w XX wieku odnotowano w 1910. Ze względu na położenie większości obszarów aktywnych pod czapą lodową, erupcjom tego wulkanu może towarzyszyć zjawisko jökulhlaup.

## Erupcja 2014-15

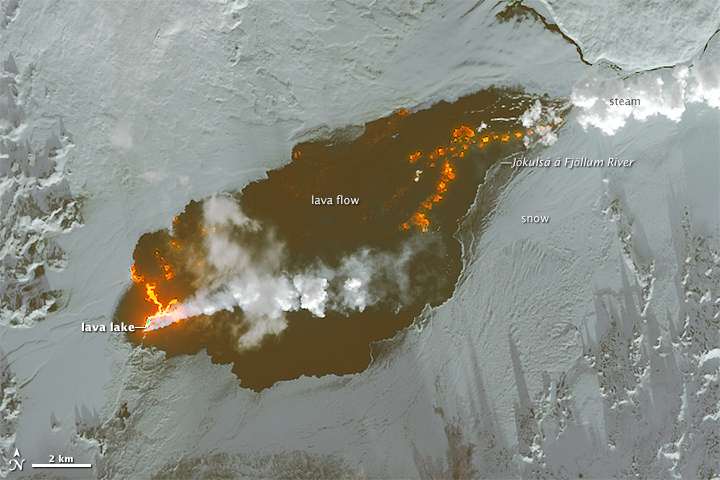
Pole lawowe Holuhraun w fałszywych kolorach, 3 stycznia 2015

29 sierpnia 2014 roku rozpoczęła się najnowsza erupcja tego wulkanu, którą poprzedziło wystąpienie ponad 300 wstrząsów sejsmicznych. W pierwszych dniach nie było jasne, jak zachowa się wulkan, lecz potem na północ od niego, w obrębie starszego pola lawowego Holuhraun rozpoczęła się erupcja szczelinowa, która trwała do 28 lutego 2015. Nowe pole lawowe osiągnęło powierzchnię 85 km², największą od erupcji wulkanu Laki w XIX wieku; podczas erupcji istniało w nim także jezioro lawowe. Objętość lawy bazaltowej, która wydostała się na powierzchnię wskutek tej erupcji oceniono na 1,4 km³, ponad ośmiokrotnie więcej niż wyrzuciła erupcja Eyjafjallajökull w 2010 roku, ale w odróżnieniu od niej Bárðarbunga nie spowodowała zakłóceń w ruchu lotniczym.